# Torneo Interbritannico 1892
Il Torneo Interbritannico 1892 fu la nona edizione del torneo di calcio conteso tra le Home Nations dell'arcipelago britannico. Il torneo fu vinto dalla nazionale inglese.

## Risultati
| Data             | Luogo     | Squadra 1 | Risultato | Squadra 2   |
| ---------------- | --------- | --------- | --------- | ----------- |
| 27 febbraio 1892 | Bangor    | Galles    | 1 - 1     | Irlanda     |
| 5 marzo 1892     | Wrexham   | Galles    | 0 - 2     | Inghilterra |
| 5 marzo 1892     | Belfast   | Irlanda   | 0 - 2     | Inghilterra |
| 19 marzo 1892    | Belfast   | Irlanda   | 2 - 3     | Scozia      |
| 26 marzo 1892    | Edimburgo | Scozia    | 6 - 1     | Galles      |
| 2 aprile 1892    | Glasgow   | Scozia    | 1 - 4     | Inghilterra |

## Classifica
| Pos | Squadra     | Pti | G | V | N | P | GF | GS |
| --- | ----------- | --- | - | - | - | - | -- | -- |
| 1   | Inghilterra | 6   | 3 | 3 | 0 | 0 | 8  | 1  |
| 2   | Scozia      | 4   | 3 | 2 | 0 | 1 | 10 | 7  |
| 3   | Irlanda     | 1   | 3 | 0 | 1 | 2 | 3  | 6  |
| 3   | Galles      | 1   | 3 | 0 | 1 | 2 | 2  | 9  |